# Боксерски клуб Црвена звезда
Боксерски клуб Црвена звезда је боксерски клуб из Београда. Клуб је део Спортског друштва Црвена звезда.

## Историја
Боксерски клуб Црвена звезда је основан 1952. године. Из Звездине школе бокса изашли су многи познати и успешни боксери, пре свих Јован Џакула (велтер) и Зоран Манојловић (супертешка). БК Црвена звезда је три пута био екипни шампион државе (1967, 1969. и 1970. године). Након ових успеха клуб је дуго таворио у нижим лигама, све до појаве Зорана Манојловића који је у периоду од 1994. до 1998. године освојио пет везаних титула у супертешкој категорији.
Године 2024, у 1. издању Купа шампиона, екипа БК Црвене звезде је освојила бронзану медаљу у екипној конкуренцији.

## Познати боксери
- Јован Џакула
- Зоран Манојловић
- Живорад Јелесијевић
- Иван Боцић
- Георг Жорж Станковић